# Rauchgasklappe
Eine Rauchgasklappe, Rauchabzugsklappe oder Regelklappe bzw. ein Rauchschieber oder Kaminschieber ist eine mechanische oder elektrisch gesteuerte Vorrichtung, die hinter dem Feuerraum eines Ofens und seiner Einrichtung zum Sammeln des Rauchgases den Luftstrom zum Schornstein unterbrechen kann. Bei einem Zimmerofen ist diese meist direkt vor dem Anschluss des Ofenrohres angebracht und mechanisch zu betätigen. Bei einem Heizkessel wird sie in der Regel im Ofenrohr zum Schornstein eingebaut und wird elektrisch durch einen Stellantrieb gesteuert. 
Umgangssprachlich wird auch der Ausdruck Ofenklappe verwendet, obwohl dies Verwirrung verursachen kann, da dieser Ausdruck auch für die Ofentür benutzt wird.

## Funktion
Ein Schornstein zieht die Abgase mit dem Auftrieb durch die im Vergleich zur kälteren Umgebungsluft leichtere Gassäule aus dem Ofen. Dieser Auftrieb des erwärmten Schornsteins zieht aber auch nach dem Ende der Feuerungsphase einen Luftstrom durch den Ofen und führt die Wärme ungenutzt in die Umwelt. Da die Zimmertemperatur in der Regel immer höher als die Außenluft ist, führt der Effekt sogar bei ungenutztem Ofen zu ununterbrochenem Wärmeverlust.
Die Funktion der Rauchgasklappe ist eine Unterbrechung dieses Luftstromes und des damit verbundenen Wärmeverlustes. Dazu ist sie genau dann zu öffnen, wenn der Ofen brennt. Bei der mechanischen Ofenklappe besteht durch zu weites Schließen während der Feuerung das Risiko, dass bei nicht vollständig luftdichter Ofentür Rauchgase in das Zimmer gelangen. Bei Heizkesseln mit elektrischer Rauchabzugsklappe garantiert die Heizungssteuerung ein rechtzeitiges Öffnen und Schließen der Klappe.